# Live!! +one
Live!! +one – EP z zapisem koncertu brytyjskiej heavymetalowej grupy Iron Maiden. Pierwotnie album został wydany tylko w Japonii w listopadzie 1980. Wszystkie ścieżki z wersji japońskich pochodziły z 4 lipca 1980 z występu zespołu w Marquee Club w Londynie.
Także w 1980 w Niemczech wytwórnia Electrola wypuściła na rynek muzyczny album Special Live, który zawierał trzy spośród czterech ścieżek Live!! +one (nie zamieszczono "Sanctuary").
W 1984 Live!! +one zostało wydane również w Grecji z rozszerzoną listą utworów. Dodano "I've Got the Fire" nagrany podczas wyżej wymienionego koncertu. Utwór "Prowler" został zamieszczony w wersji z płyty Iron Maiden, zaś pozostałe trzy ścieżki pochodzą z innego EP – Maiden Japan.

## Lista utworów

### Wydanie japońskie

#### Strona 1
1. "Sanctuary (live)"
2. "Phantom of the Opera (live)"

#### Strona 2
1. "Drifter (live)"
2. "Women in Uniform"

### Wydanie greckie

#### Strona 1
1. "Drifter (live)"
2. "Phantom of the Opera (live)"
3. "Women in Uniform"
4. "Innocent Exile (live)"

#### Strona 2
1. "Sanctuary (live)"
2. "Prowler"
3. "Running Free (live)"
4. "Remember Tomorrow (live)"
5. "I've Got the Fire (live)"

## Twórcy
- Paul Di’Anno – śpiew
- Dave Murray – gitara
- Dennis Stratton – gitara, podkład wokalny (prócz "Innocent Exile", "Running Free" i "Remember Tomorrow")
- Adrian Smith – gitara, podkład wokalny (tylko "Innocent Exile", "Running Free" i "Remember Tomorrow")
- Steve Harris – gitara basowa, podkład wokalny
- Clive Burr – perkusja